# Thịt gà
Thịt gà là thực phẩm gia cầm phổ biến nhất trên thế giới. Do có chi phí thấp và dễ chăn nuôi hơn so với các động vật khác như trâu bò hoặc lợn, nên gà đã trở thành loại thực phẩm không thể thiếu trong ẩm thực của nhiều nền văn hóa trên thế giới, đồng thời thịt của chúng đã được biến tấu để phù hợp với khẩu vị của từng khu vực.
Thịt gà có thể được chế biến theo nhiều cách khác nhau tùy theo mục đích của chúng, bao gồm bỏ lò, nướng, quay, chiên hoặc luộc, cùng nhiều phương pháp khác. Kể từ nửa sau của thế kỷ 20, thịt gà chế biến sẵn đã trở thành một mặt hàng chủ yếu của dòng thực phẩm thức ăn nhanh. Loại thịt này đôi khi được coi là tốt cho sức khỏe hơn thịt đỏ, trong đó nồng độ cholesterol và chất béo bão hòa thấp hơn hẳn.
Ngành công nghiệp chăn nuôi gà tồn tại dưới nhiều hình thức khác nhau trên khắp thế giới. Ở các nước phát triển, gà thường được nuôi theo phương pháp thâm canh, trong khi các khu vực kém phát triển hơn thì nuôi gà bằng các kỹ thuật chăn nuôi truyền thống. Liên hợp quốc ước tính rằng có đến 19 tỷ con gà trên Trái đất, nhiều gấp hơn hai lần so với dân số loài người.

## Lợi ích
Thịt gà có nhiều phần nạc và tương đối ít mỡ nên chứa một hàm lượng protein cao và đa dạng. Chính vì vậy, bổ sung các món ăn từ gà vào thực đơn hàng ngày sẽ mang lại nhiều lợi ích về sức khỏe cho người tiêu dùng, từ phát triển cơ bắp cho đến giảm cân hiệu quả. Ăn thịt gà có thể giúp mang tới một hàm răng và xương chắc khỏe, bởi trong thịt có rất nhiều Phosphor – có lợi cho răng và xương. Ngoài ra, chất này còn góp phần đảm bảo các chức năng của các bộ phận như thận, gan, thần kinh trung ương,… giúp chúng hoạt động tốt hơn. Đây là một trong những thành phần chính có trong thịt gà. Khoáng chất này rất cần thiết trong việc trao đổi chất trong cơ thể. Nhờ đó, tuyến giáp được cải thiện tốt và hoạt động tốt hơn, giúp tăng cường hệ miễn dịch trong cơ thể.
Ngoài ra, trong thịt gà còn chứa một hàm lượng amino acid được gọi là tryptophan. Chất này có tác dụng làm dịu hệ thần kinh căng thẳng sau một ngày làm việc vất vả, cũng như mang lại giấc ngủ ngon.

## Lịch sử
Gà hiện đại là hậu duệ của các giống lai giữa gà rừng đỏ cùng với gà rừng xám, được nuôi lần đầu cách đây hàng nghìn năm ở các vùng phía bắc của tiểu lục địa Ấn Độ.
Thịt gà cũng tương tự như một loại thịt đã được miêu tả trong các bức chạm khắc ở Babylon từ khoảng năm 600 trước Công nguyên. Đây là một trong những loại thịt phổ biến nhất trong thời Trung cổ. Trải qua hàng ngàn năm, một số giống gà khác nhau đã được tiêu thụ trên hầu hết các vùng bán cầu Đông, bao gồm cả gà trống thiến, gà mái tơ và gà mái. Chúng là một trong những thành phần cơ bản của blancmange, một món hầm gồm thịt gà và hành tây chiên được nấu trong sữa, sau đó nêm thêm gia vị và đường.
Vào những năm 1800 ở Hoa Kỳ, thịt gà đắt hơn so với các loại thịt khác và chúng "được giới nhà giàu tìm kiếm vì [chúng] đắt đỏ như một món ăn không phổ biến." Hoạt động tiêu thụ thịt gà ở Hoa Kỳ tăng lên trong Thế chiến II do thiếu hụt thịt bò và thịt lợn. Ở châu Âu, số lượng gà được tiêu thụ đã vượt qua thịt bò và thịt bê vào năm 1996, liên quan đến nhận thức của người tiêu dùng về bệnh não thể xốp ở bò (còn gọi là bệnh bò điên).

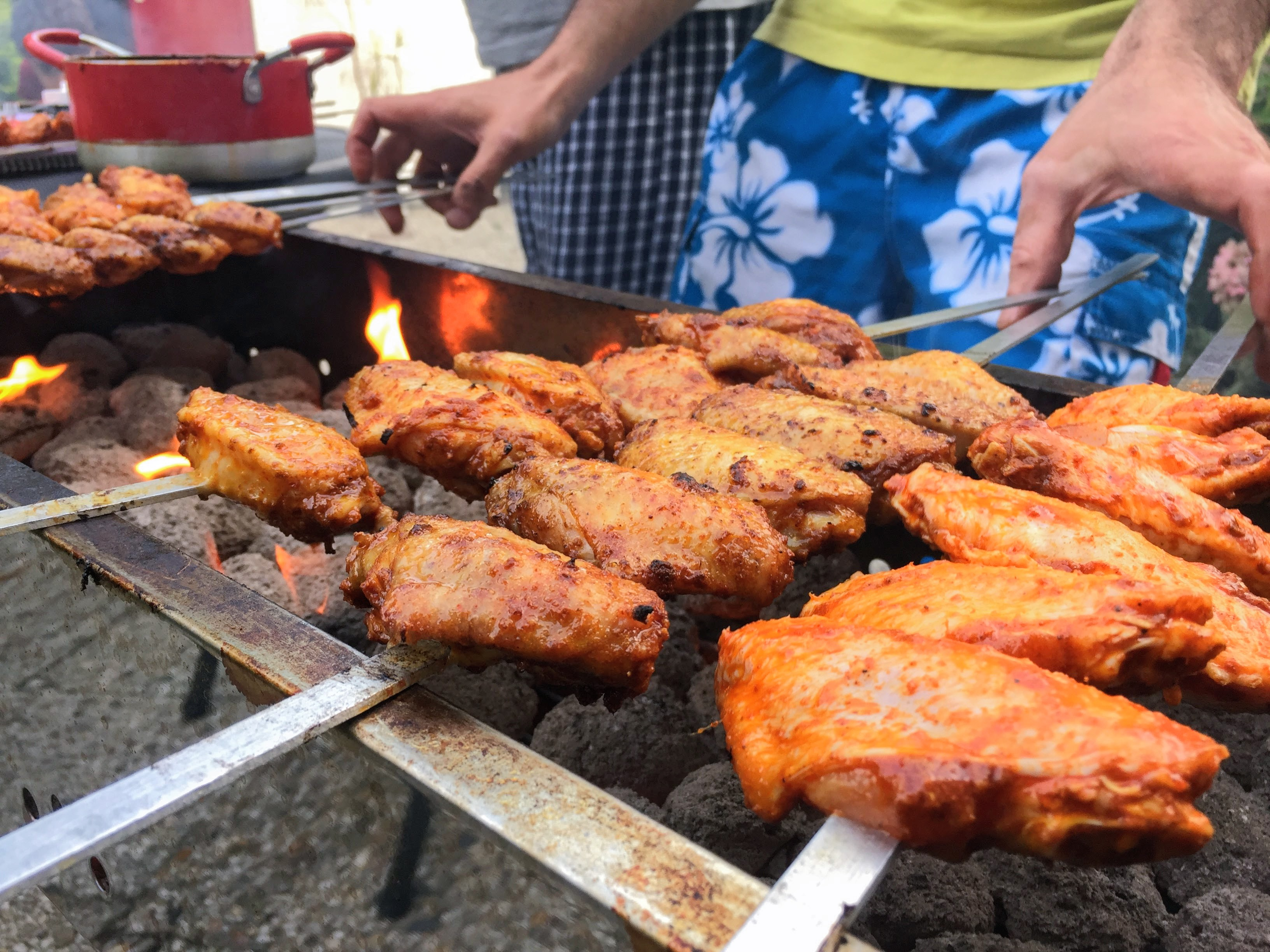
Cánh gà đang được nướng
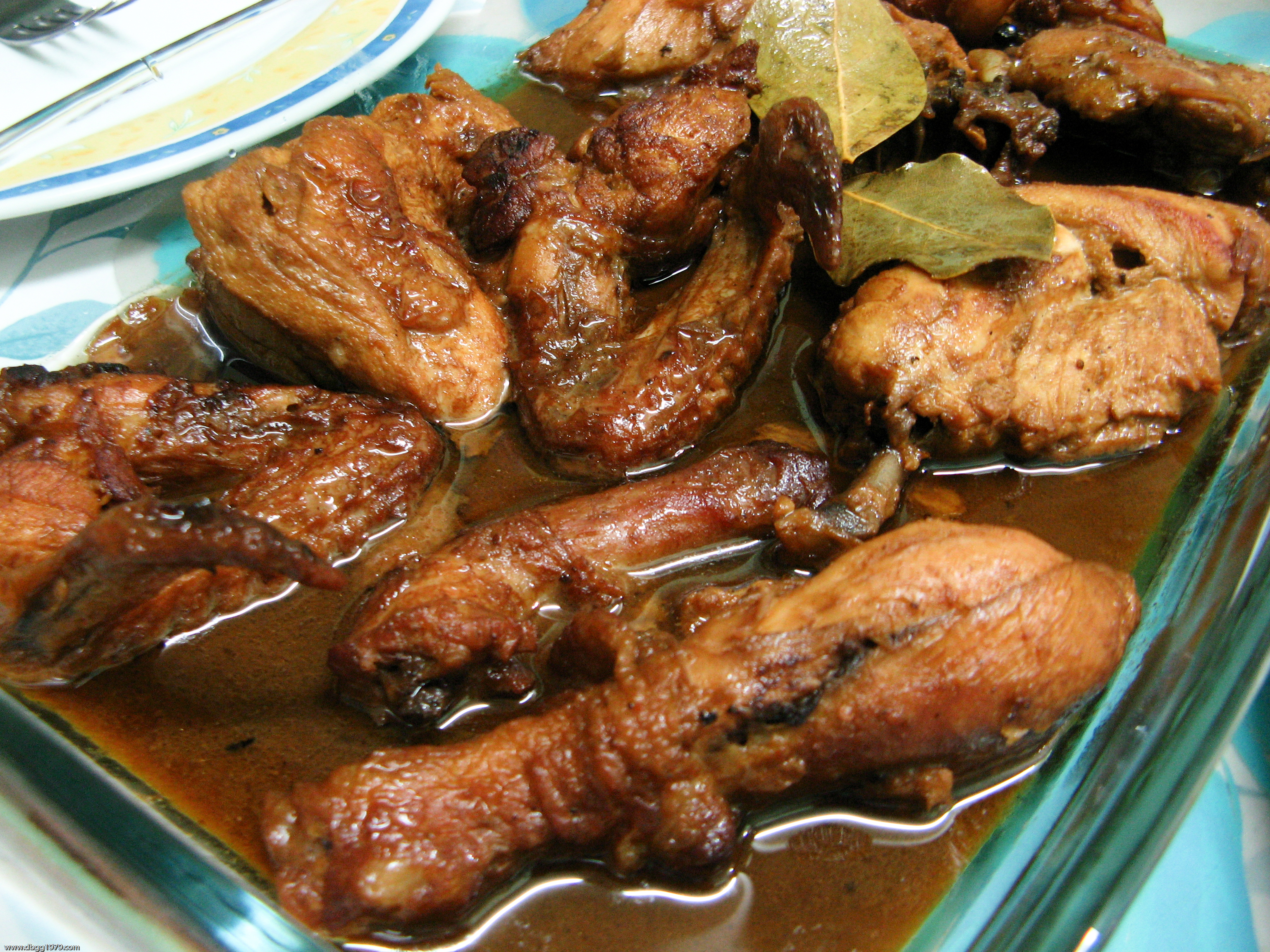
Adobo kiểu Philippines

## Chăn nuôi
Các giống gà hiện đại như Cornish Cross được lai tạo đặc biệt để sản xuất thịt, chú trọng vào tỷ lệ cho thịt của con vật. Những giống gà phổ biến nhất được tiêu thụ ở Hoa Kỳ là Cornish và White Rock.
Gà được nuôi đặc biệt để làm thực phẩm được gọi là gà thịt. Ở Mỹ, loại gà này thường bị giết thịt khi còn nhỏ. Ví dụ, các giống lai Cornish Cross hiện đại được làm thịt sớm nhất là 8 tuần để chiên và 12 tuần để quay.
Capon (gà trống thiến) cho nhiều thịt hơn và béo hơn. Vì lý do này, chúng được coi là một món ăn ngon và đặc biệt phổ biến vào thời Trung Cổ.

## Những bộ phận có thể ăn được
- Bộ phận chính

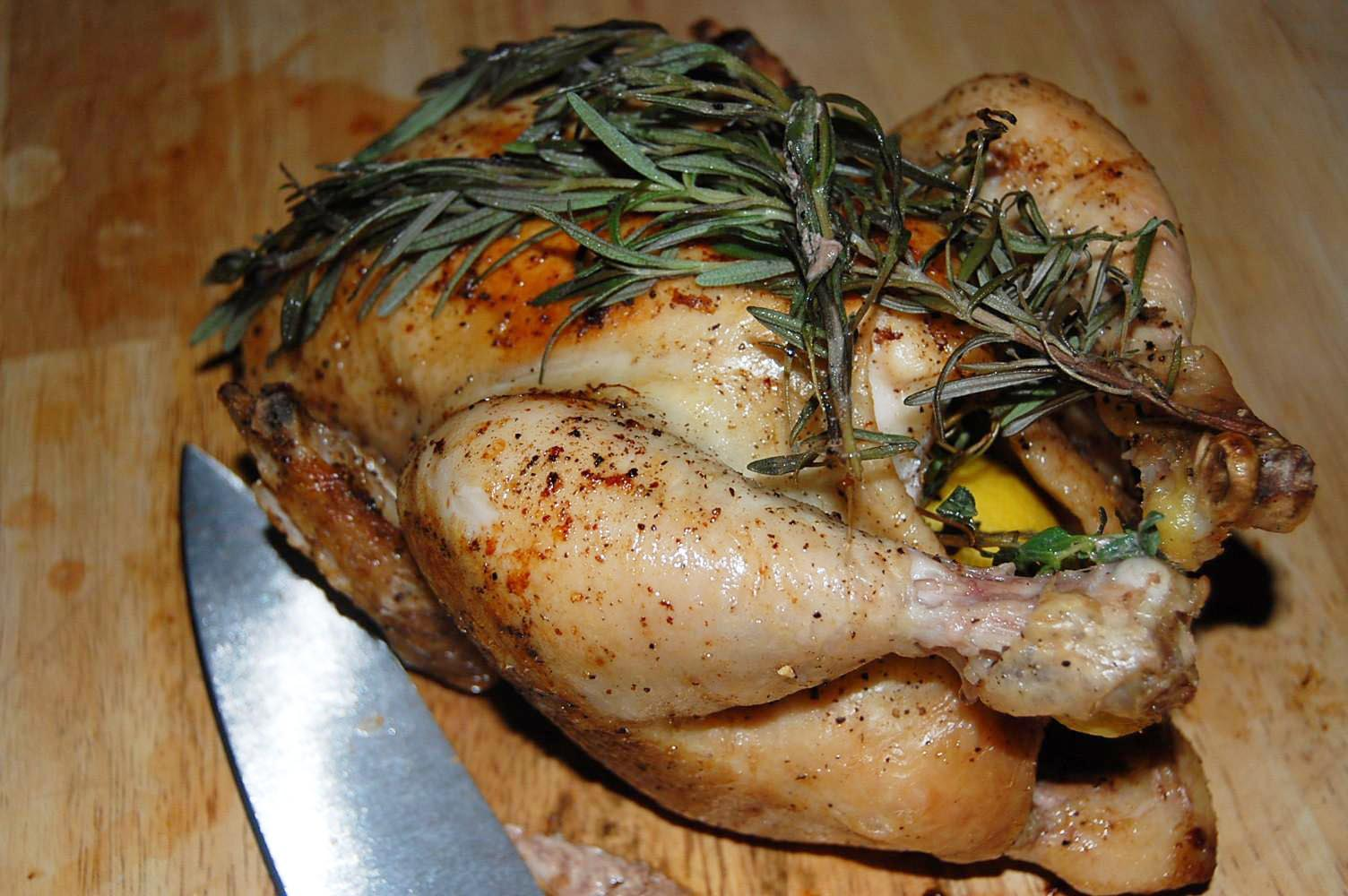
Gà nướng lò với hương thảo và chanh.

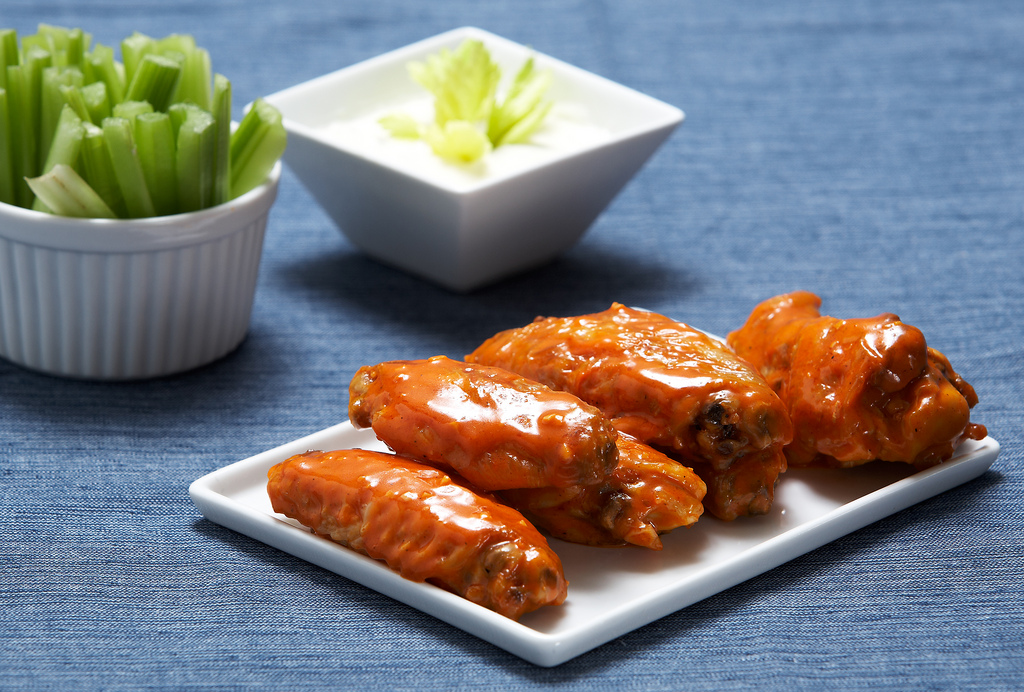
Cánh gà rán giòn, được phát minh ở Buffalo, New York, là những cánh gà thường được chiên ngập dầu sau đó phủ hoặc nhúng trong nước sốt. Bây giờ chúng là một món ăn chính trong ẩm thực của Hoa Kỳ.

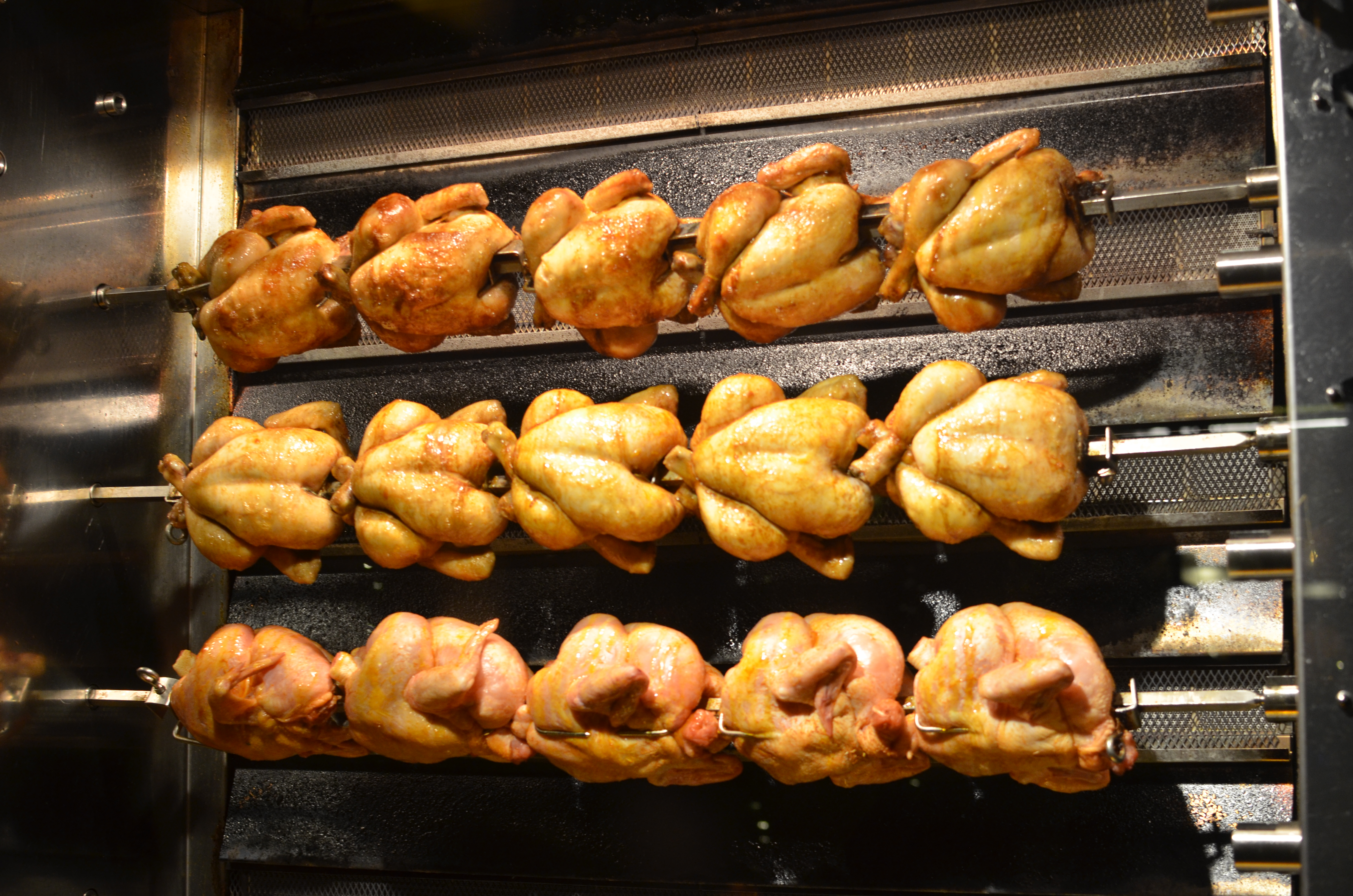
Gà quay

  - Ức: Đây là phần thịt trắng và tương đối khô.
  - Đùi: Bao gồm hai bộ phận:
    1. "đùi tỏi"; đây là phần thịt sẫm màu và là phần dưới của đùi,
    2. "má đùi"; cũng là phần thịt sẫm màu nhưng là phần trên của đùi.

  - Cánh: Thường được phục vụ như một món ăn nhẹ hoặc đồ ăn ngoài quán. Cánh gà rán giòn là một ví dụ điển hình. Bộ phận này gồm ba phần:
    1. "âu cánh", có hình dạng như một chiếc đùi tỏi nhỏ, đây là phần thịt trắng,
    2. "cánh giữa" nằm ở giữa, có hai khúc xương
    3. "đuôi cánh", thường bị loại bỏ.
- Khác
  - Chân gà: Bộ phận này chứa tương đối ít thịt, chủ yếu lấy da và sụn. Mặc dù được coi là món ăn kỳ lạ trong ẩm thực phương Tây, nhưng đây là loại thực phổ biến trong các nền ẩm thực khác, đặc biệt là ở Caribê, Trung Quốc và Việt Nam.
  - Lòng mề: gồm nội tạng như tim, mề và gan, có thể có trong một con gà mổ thịt hoặc được bán riêng lẻ.
  - Đầu: Là một món ăn được khá nhiều người ưa chuộng.
  - Cật: Thường được chừa lại khi thịt gà thịt đã được chế biến, có thể tìm thấy trong các túi sâu ở mỗi bên của cột sống.
  - Cổ: Món này được phục vụ trong nhiều nền ẩm thực ở châu Á. Chúng cũng được nhồi để làm món Helzel của người Do Thái Ashkenazi.
  - Lườn gà: Nằm ở phần lưng, gần đùi, là những miếng thịt nhỏ, tròn và sẫm màu.[16]
  - Phao câu và kê gà (tinh hoàn gà): Thường được tiêu thụ ở Đông Á và một số vùng Đông Nam Á.
- Bộ phận phụ
  - Tiết: Ngay sau khi giết mổ, tiết gà có thể được làm ráo rồi chế biến thành nhiều món khác nhau. Ở nhiều nước châu Á, tiết được đổ thành dạng thấp, hình trụ rồi để đông thành những chiếc "bánh" giống đĩa để bán. Chúng thường được cắt thành hình khối và được sử dụng trong các món súp.
  - Thân thịt: Sau khi loại bỏ phần thịt, phần này được dùng để nấu nước dùng.[17]
  - Trứng gà: Sản phẩm phụ nổi tiếng nhất và được tiêu thụ nhiều nhất của gà.
  - Tim và mề: trong churrasco Brazil, tim gà thường được coi là một món ăn ngon.[18]
  - Gan: Đây là cơ quan lớn nhất của gà, được sử dụng trong các món ăn như patê và gan băm nhỏ.
  - Schmaltz (mỡ): Chất này được tạo ra bằng cách nấu chảy chất béo và được sử dụng trong nhiều món ăn khác nhau.

## Sức khỏe
Thịt gà chứa lượng chất béo không bão hòa nhiều gấp hai đến ba lần so với hầu hết các loại thịt đỏ khi tính theo phần trăm trọng lượng.
Thịt gà thường chứa ít chất béo (ngoại trừ gà trống thiến). Lượng mỡ thường tập trung nhiều trên da. Một khẩu phần 100g ức gà bỏ lò chứa 4 gam chất béo và 31 gam protein, so với 10 gam chất béo và 27 gam protein đối với cùng một khẩu phần bít tết nhỏ.

### Sử dụng Roxarsone trong chăn nuôi gà
Trong chăn nuôi tại nhà máy, gà thường được cho sử dụng phụ gia thức ăn chăn nuôi Roxarsone, một hợp chất asen hữu cơ phân hủy một phần thành asen vô cơ có trong thịt gà và phân của chúng, thường được sử dụng làm phân bón. Hợp chất này được sử dụng để kiểm soát các tác nhân gây bệnh dạ dày cũng như thúc đẩy sự tăng trưởng. Trong một mẫu năm 2013 do Trường Y tế Công cộng Johns Hopkins thực hiện đối với thịt gà từ các nhà chăn nuôi gia cầm không cấm roxarsone, 70% mẫu hợp chất ở Hoa Kỳ đã vượt quá giới hạn an toàn do Cục quản lý Thực phẩm và Dược phẩm Hoa Kỳ (FDA) đặt ra. FDA kể từ đó đã thay đổi quan điểm của họ về giới hạn an toàn đối với arsen vô cơ trong thức ăn chăn nuôi bằng cách tuyên bố rằng "bất kỳ loại thuốc động vật mới nào góp phần vào gánh nặng asen vô cơ nói chung đều là mối lo ngại tiềm ẩn".

### Kháng thuốc kháng sinh
Theo Tạp chí Hiệp hội Y khoa Canada, thuốc kháng sinh ceftiofur chưa được thông qua thường được tiêm vào trứng ở Quebec và Ontario để ngăn chặn nguy cơ nhiễm trùng của con non. Mặc dù các dữ liệu còn đang gây tranh cãi trong ngành, nhưng tình trạng kháng kháng sinh ở người dường như có liên quan trực tiếp đến việc sử dụng kháng sinh trong trứng.
Một nghiên cứu gần đây của Viện Nghiên cứu Genomics Translational cho thấy gần một nửa (47%) thịt và gia cầm trong các cửa hàng tạp hóa ở Hoa Kỳ bị nhiễm S. aureus, trong đó có hơn một nửa (52%) vi khuẩn kháng thuốc kháng sinh. Hơn nữa, theo FDA, hơn 25% gà bán lẻ kháng với 5 loại thuốc điều trị kháng sinh khác nhau trở lên ở Hoa Kỳ. Ước tính có khoảng 90-100% gà thông thường chứa ít nhất một dạng vi sinh vật kháng kháng sinh, trong khi gà hữu cơ được phát hiện có tỷ lệ mắc bệnh thấp hơn ở mức 84%.

### Ô nhiễm phân
Trong những cuộc khảo sát ngẫu nhiên đối với các sản phẩm thịt gà trên khắp Hoa Kỳ vào năm 2012, Physicians Committee for Responsible Medicine cho thấy 48% mẫu vật có chứa phân. Ở hầu hết các trang trại nuôi gà thương phẩm, gà dành cả đời để đứng, nằm và sống trong phân của chính chúng; phân của chúng được trộn lẫn với vật liệu lót chuồng (ví dụ như mùn cưa, dăm bào, rơm băm nhỏ, v.v.).
Trong quá trình vận chuyển từ trại chăn nuôi tập trung đến lò mổ, gà thường được cho vào bên trong những thùng vận chuyển thường có sàn lát gỗ. Những chiếc thùng đó sau đó được chất thành đống cao từ 5 đến 10 hàng trên xe vận chuyển đến lò mổ. Trong quá trình vận chuyển, gà có xu hướng đi vệ sinh, đồng thời phân gà thường sẽ đọng lại bên trong chiếc thùng chật chội, làm bẩn lông và da của gà, hoặc nước mưa rơi xuống trúng gà và thùng ở tầng dưới của xe tải vận chuyển. Vào thời điểm xe tải đến lò mổ, hầu hết gà đều bị dính phân.
Trong ruột gà cũng có chứa phân. Trong quá trình loại bỏ lông và ruột, người ta chỉ loại bỏ phân có thể nhìn thấy được bằng mắt thường. Các quy trình tự động hóa tốc độ cao tại lò mổ không được thiết kế để loại bỏ sự ô nhiễm phân trên lông và da. Thiết bị chế biến tốc độ cao có xu hướng phun chất ô nhiễm xung quanh vào gia cầm được chuyển xuống dây chuyền chế biến và chính thiết bị trên dây chuyền. Tại một hoặc nhiều điểm trên hầu hết các lò mổ, bình xịt và bồn chứa hóa chất (ví dụ như thuốc tẩy, axit, peroxide, v.v.) được sử dụng để rửa sạch một phần hoặc tiêu diệt các vi khuẩn gây ô nhiễm. Tuy nhiên, một khi gà đã bị ô nhiễm phân, đặc biệt là ở các lớp màng khác nhau giữa da và cơ, thì chúng không thể nào bị loại bỏ hoàn toàn.
Vì dây chuyền giết mổ chế biến lên đến 140 con/phút, nên các thanh tra viên an toàn không có đủ thời gian để kiểm tra các chất phân có thể nhìn thấy bằng mắt thường một cách chính xác. Bộ Nông nghiệp Hoa Kỳ hiện đang cho phép một số lò mổ xử lý ở tốc độ không giới hạn (tức là vượt quá 140 con/phút), điều này làm cho vấn đề ô nhiễm phân ngày càng trầm trọng.

## Buôn bán

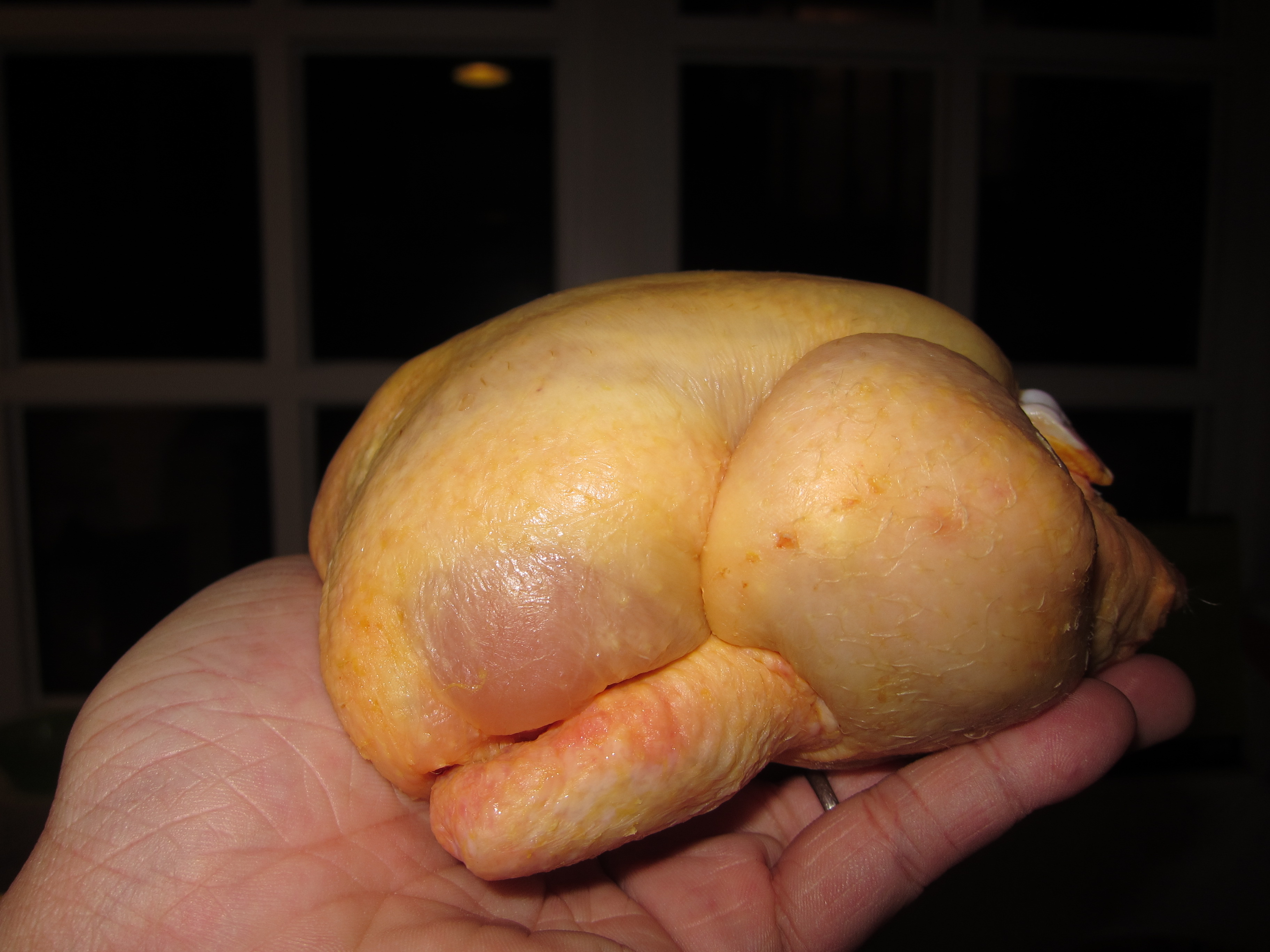
Một con gà tơ

Gà thường được bán nguyên con và chặt thành từng miếng.
Tại Vương quốc Anh, gà con dưới 28 ngày tuổi khi giết mổ được bán trên thị trường với tên gọi là gà tơ. Người ta thường bán gà trưởng thành cỡ nhỏ, vừa hoặc lớn.

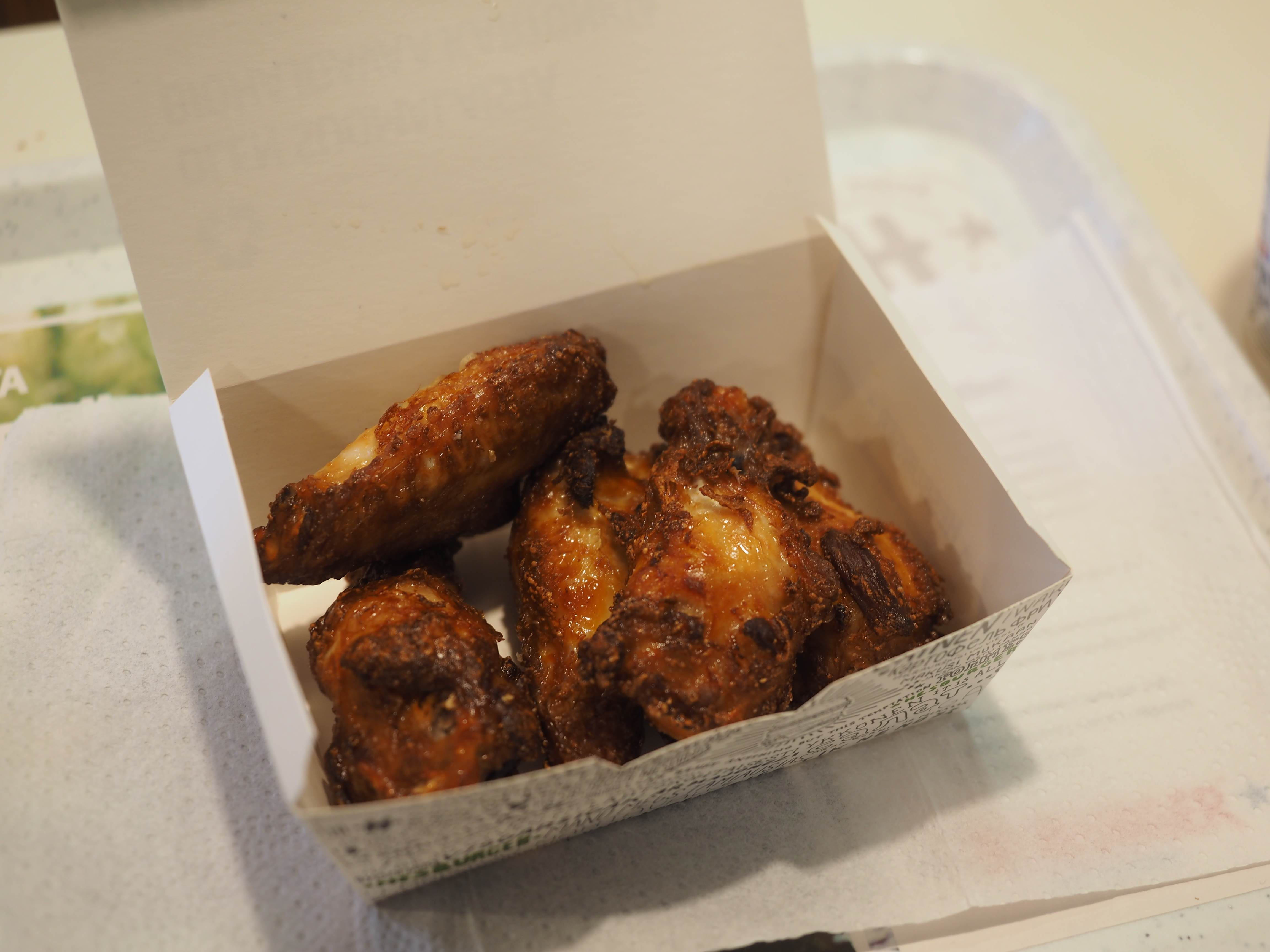
Một hộp chứa năm cái cánh gà ở nhà hàng thức ăn nhanh Hesburger tại Helsinki, Phần Lan

Trên thế giới, có nhiều chuỗi nhà hàng thức ăn nhanh bán độc quyền hoặc chủ yếu các sản phẩm gia cầm, bao gồm KFC (toàn cầu), Red Chicken (Úc), Hector Chicken (Bỉ) và CFC (Indonesia). Hầu hết các sản phẩm trong thực đơn ở những nhà hàng này đều được chiên hoặc tẩm bột, sau đó ăn kèm khoai tây chiên.

## Chế biến
Thịt gà sống có thể chứa vi khuẩn Salmonella. Nhiệt độ nấu tối thiểu an toàn được Bộ Y tế & Dịch vụ Nhân sinh Hoa Kỳ khuyến nghị là 165 °F (74 °C) nhằm ngăn nguy cơ mắc bệnh do vi khuẩn và ký sinh trùng gây ra. Tuy nhiên, ở Nhật Bản, đôi khi thịt gà sống cũng được sử dụng trong một món ăn gọi là torisashi, đây là món gà sống thái lát được phục vụ theo kiểu sashimi. Một chế phẩm khác là toriwasa được đốt nhẹ bên ngoài trong khi phần bên trong vẫn còn sống.

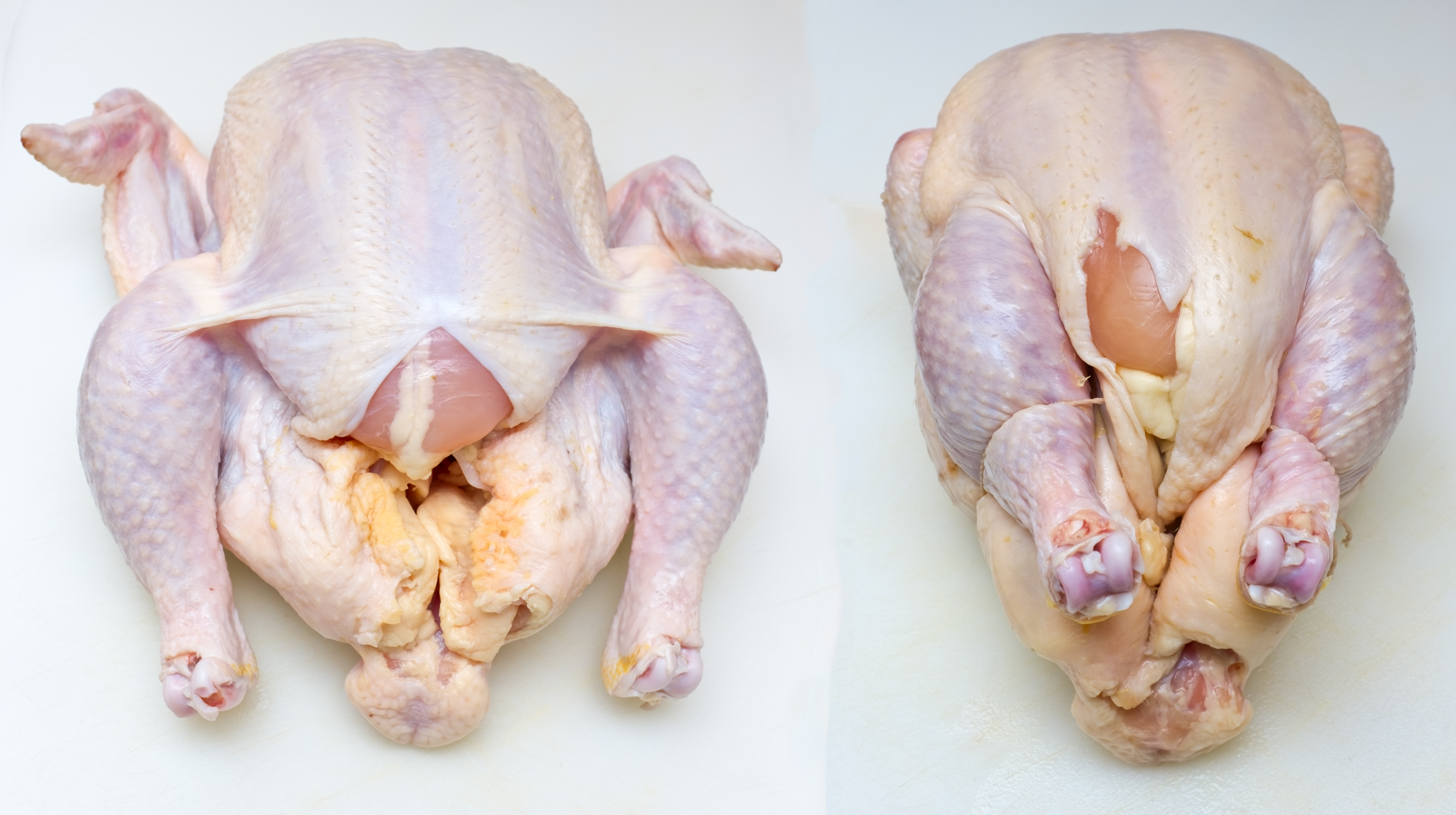
Gà chưa buộc và gà đã buộc (trước khi quay)

Thịt gà có thể được nấu theo nhiều cách khác nhau. Chúng có thể chế biến thành xúc xích, thịt xiên, cho vào salad, nướng theo cách truyền thống hoặc bằng cách sử dụng bếp nướng điện, tẩm bột và chiên giòn, hoặc được sử dụng trong các món cà ri khác nhau. Phương pháp nấu ăn giữa nhiều nền văn hóa khác nhau có sự khác biệt đáng kể. Những phương pháp phổ biến trong lịch sử bao gồm quay, bỏ lò, chiên áp suất và chiên thường. Ẩm thực phương Tây thường chế biến gà bằng cách chiên ngập dầu, dùng trong các món ăn nhanh như gà rán, gà chiên cốm, gà lollipop hay cánh gà rán giòn. Chúng cũng thường được nướng để làm salad hoặc bánh taco.
Xương gà rất nguy hiểm cho sức khỏe vì chúng thường dễ vỡ thành nhiều mảnh vụn sắc nhọn khi đang ăn, nhưng chúng có thể được ninh với các loại rau và thảo mộc trong nhiều giờ hoặc thậm chí là cả ngày để làm nước cốt gà.
Ở các nước châu Á, người tiêu dùng có thể mua xương riêng lẻ vì chúng rất phổ biến để làm súp gà, món ăn được cho là tốt cho sức khỏe. Ở Úc, khung xương sườn và lưng gà (sau khi đã loại bỏ những vết cắt) thường được bán với giá rẻ trong các khu bán đồ ăn ngon ở siêu thị dưới dạng "khung sườn gà" hoặc "mình gà" và được mua để làm súp hoặc nước cốt.

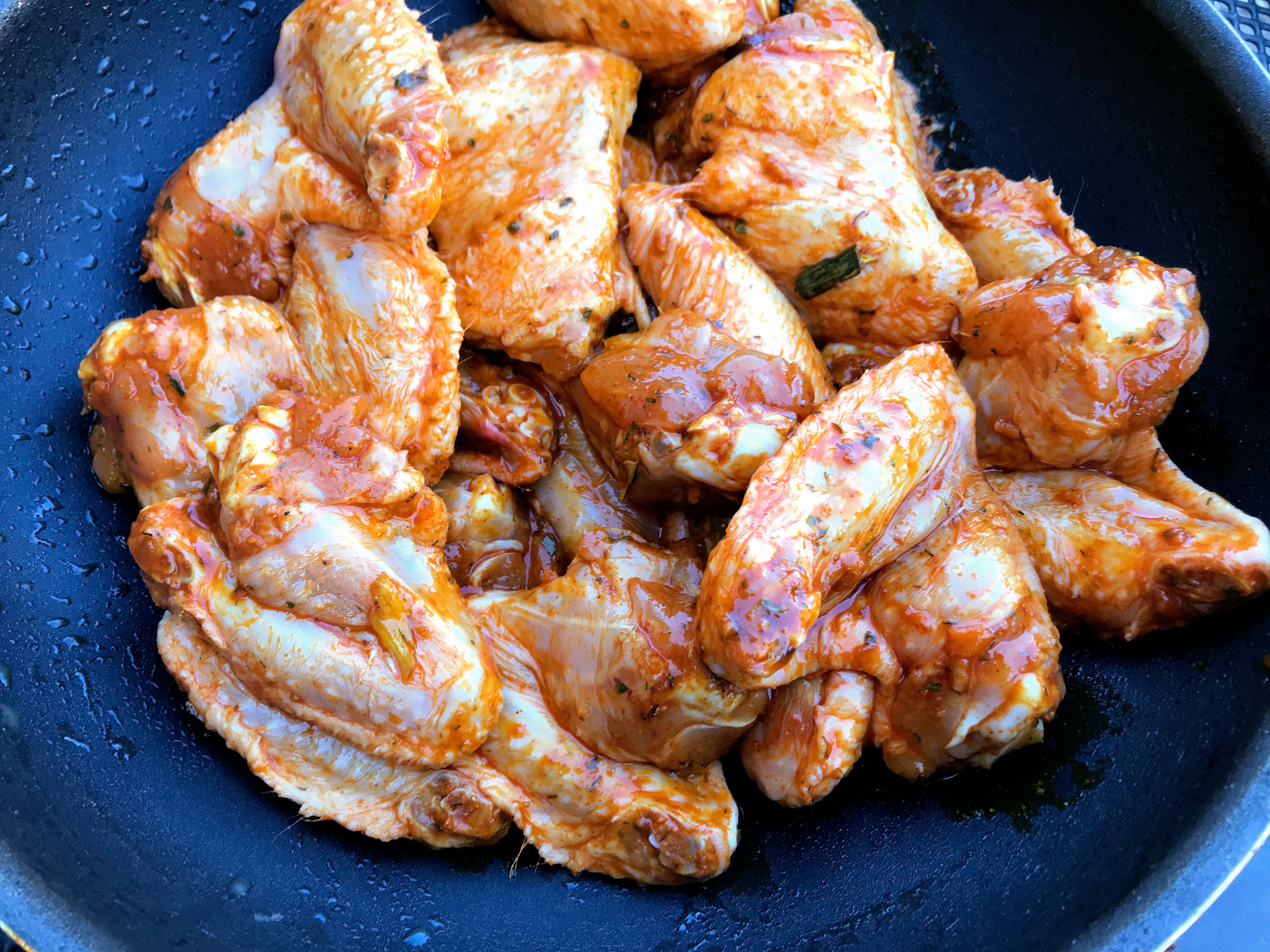
Gà được tẩm ướp
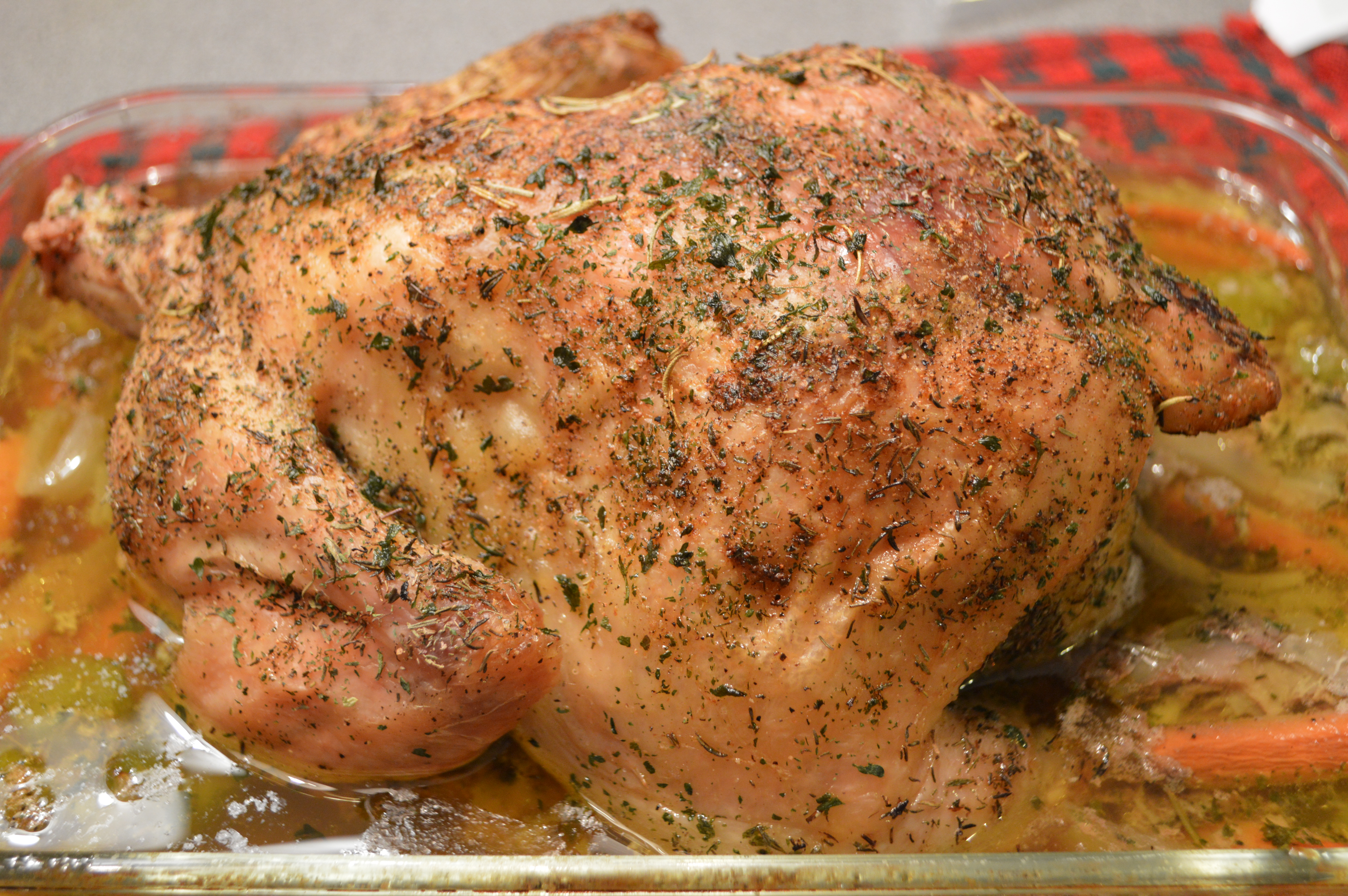
Gà rô ti với xốt chowder rau quả
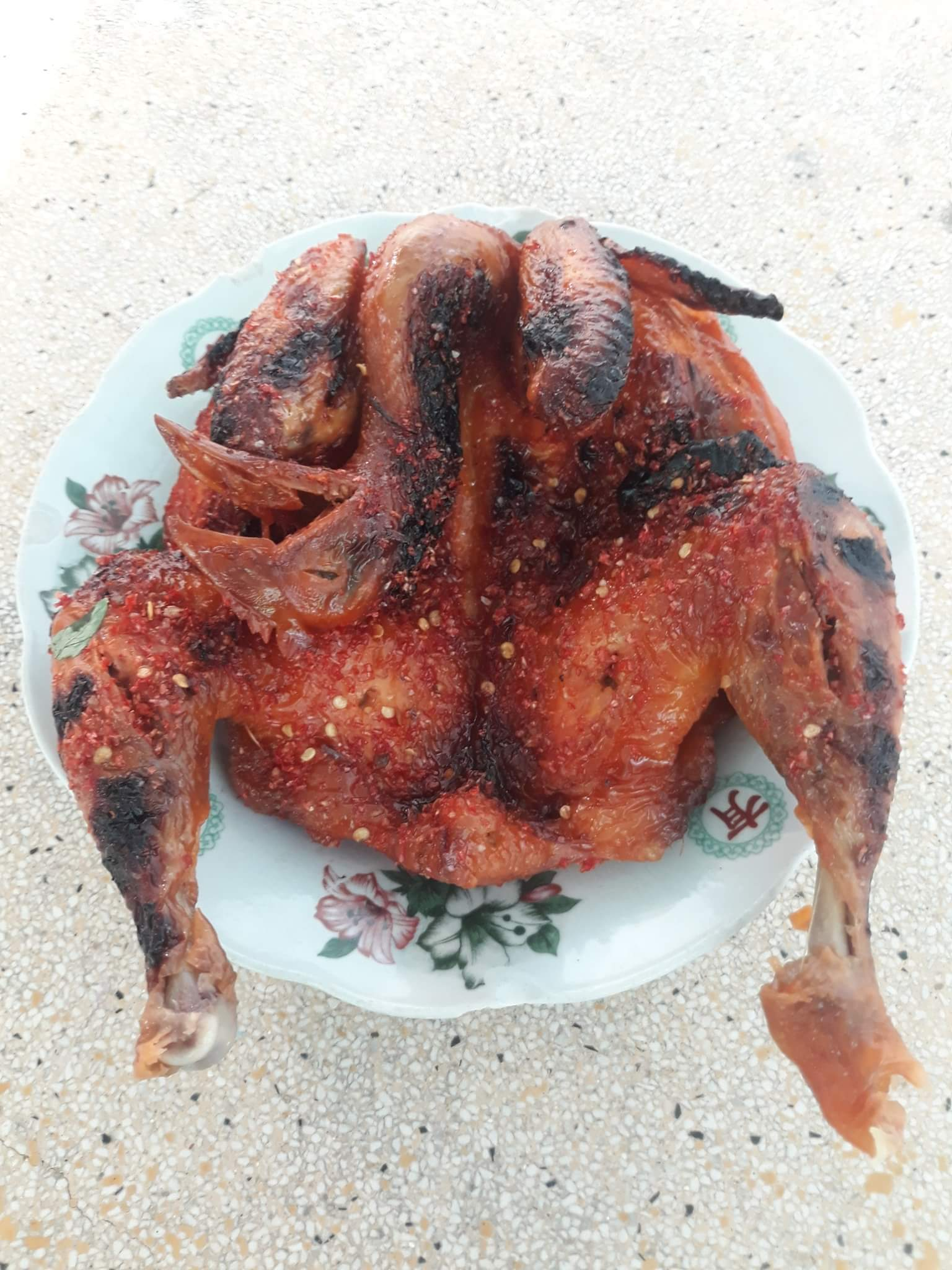
Gà nướng muối ớt
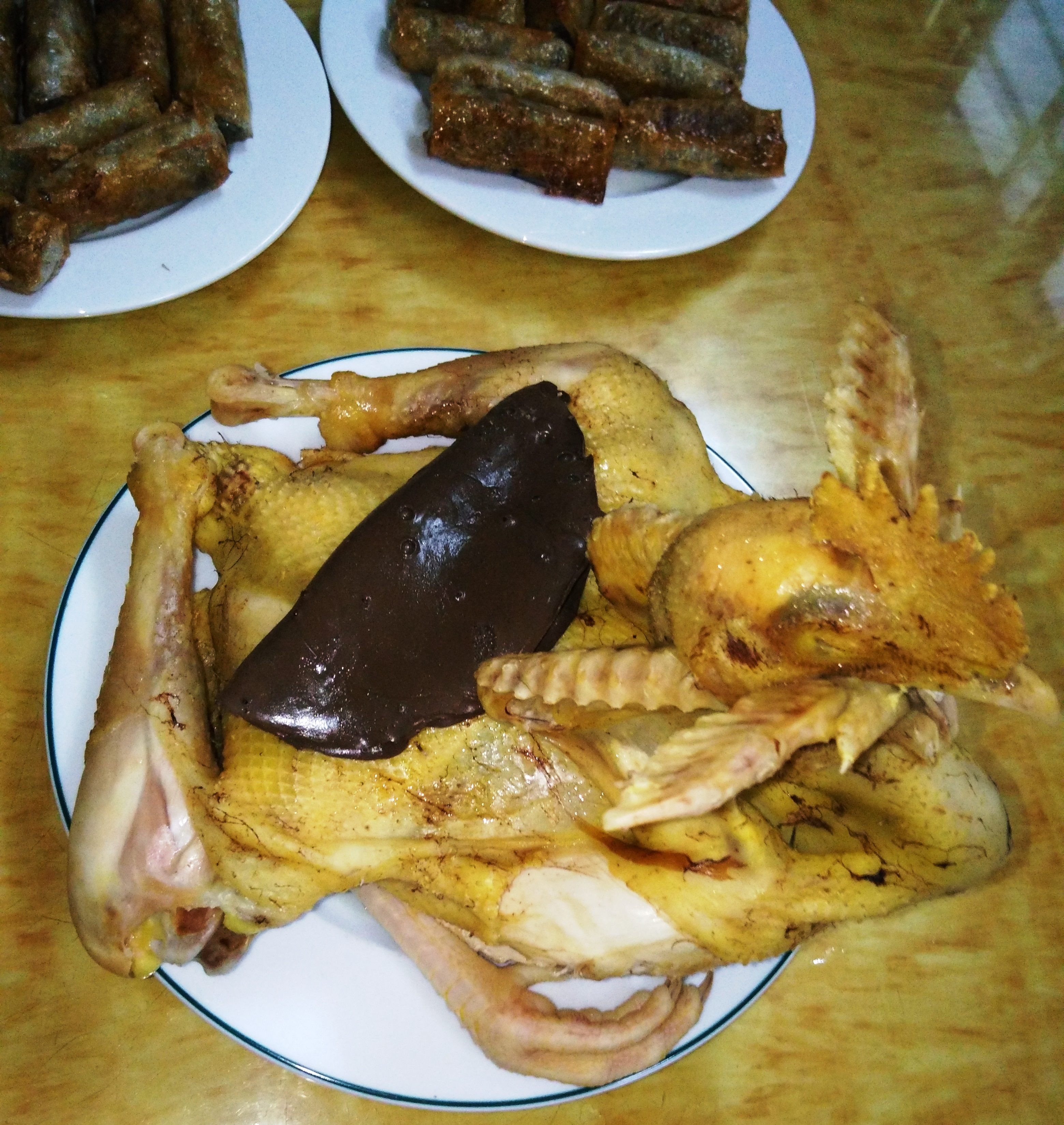
Gà ta luộc
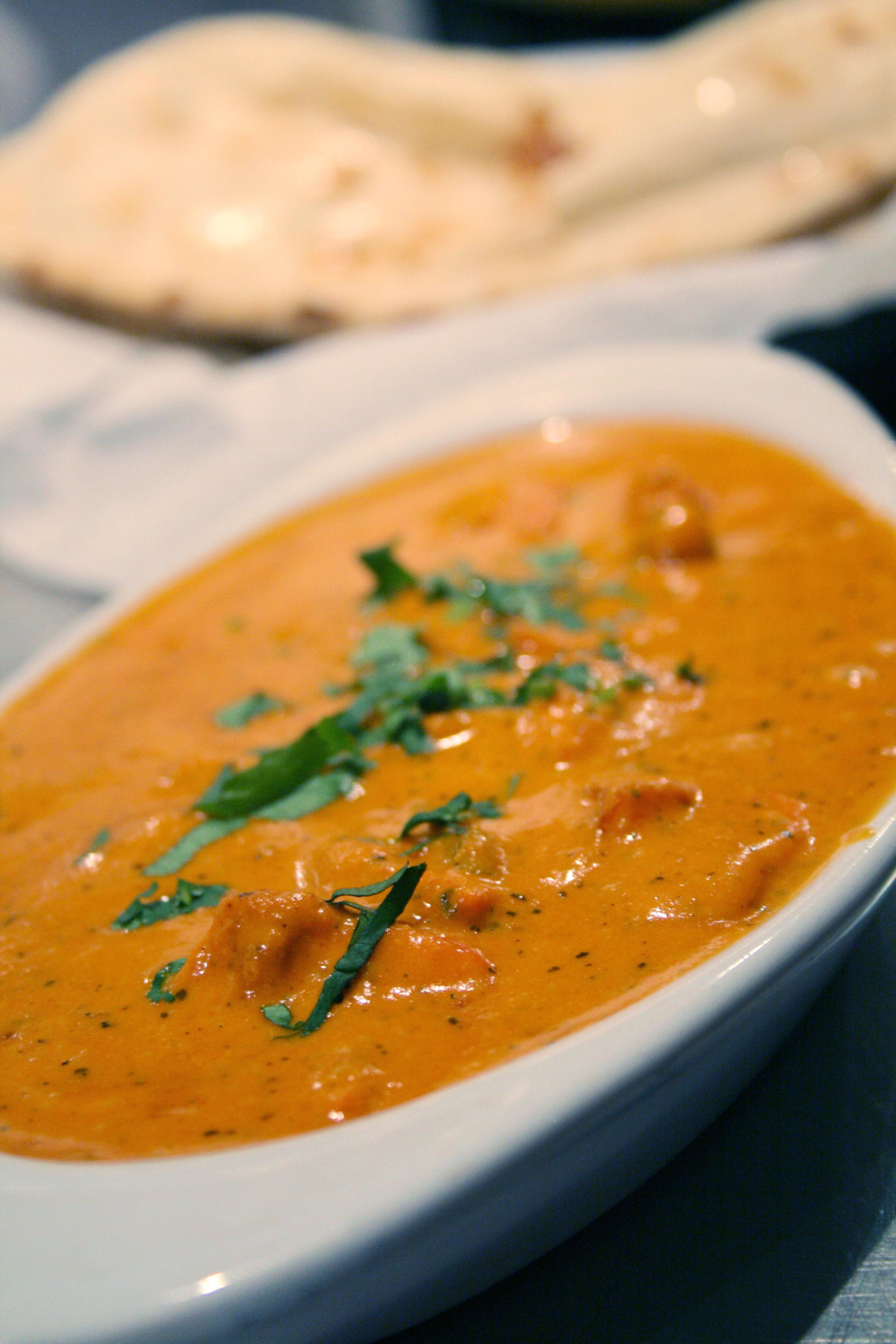
Gà Tikka Masala, phỏng theo món gà tikka của Ấn Độ và được gọi là "một món ăn quốc gia thực sự của Anh." Nó hiện là món ăn chủ đạo phổ biến trong các nhà hàng Ấn Độ trên toàn thế giới.
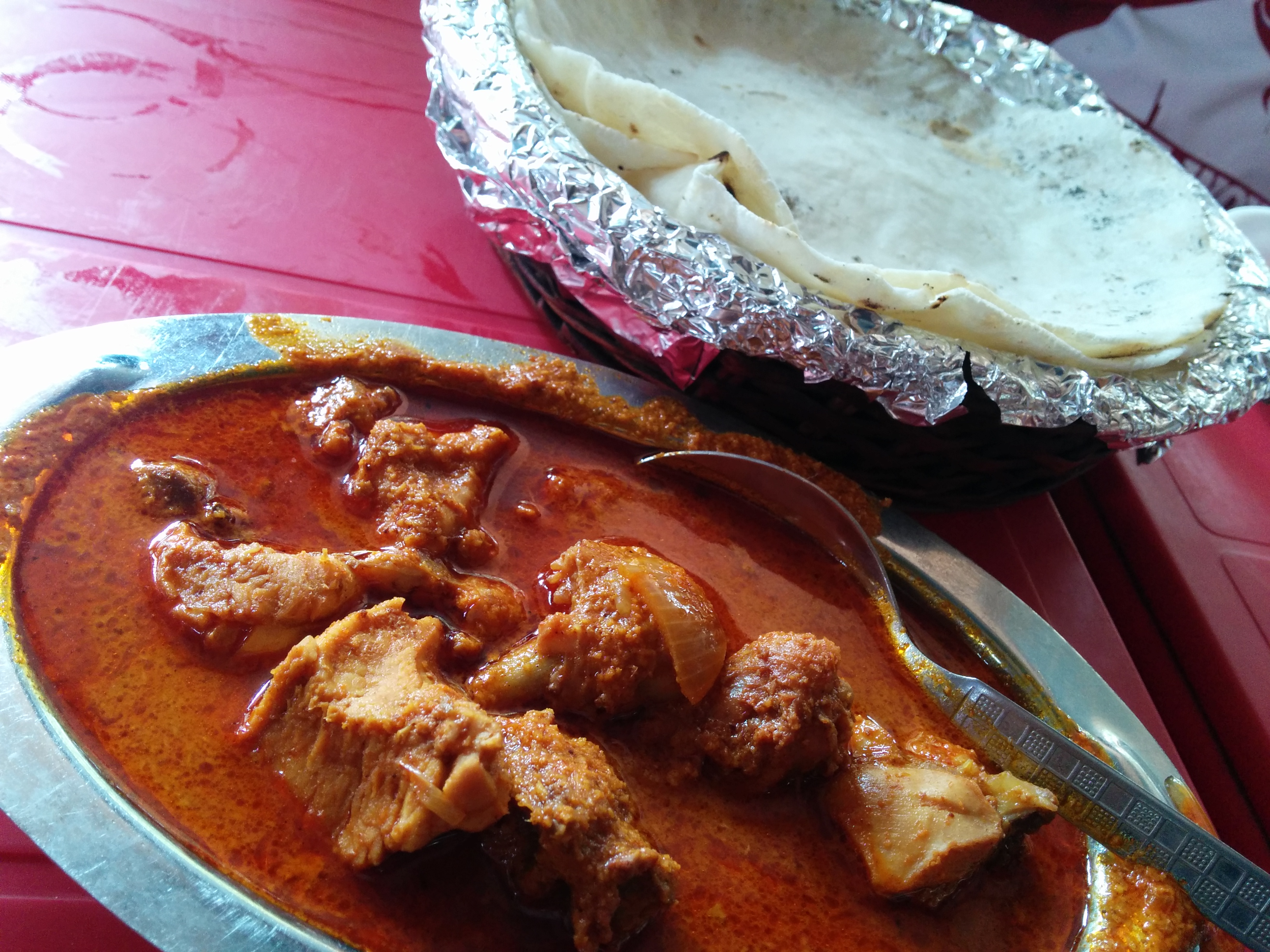
Món cà ri gà từ Maharashtra, Ấn Độ với bánh chapati bột gạo. Đây là món ăn được ưa chuộng trên toàn thế giới.
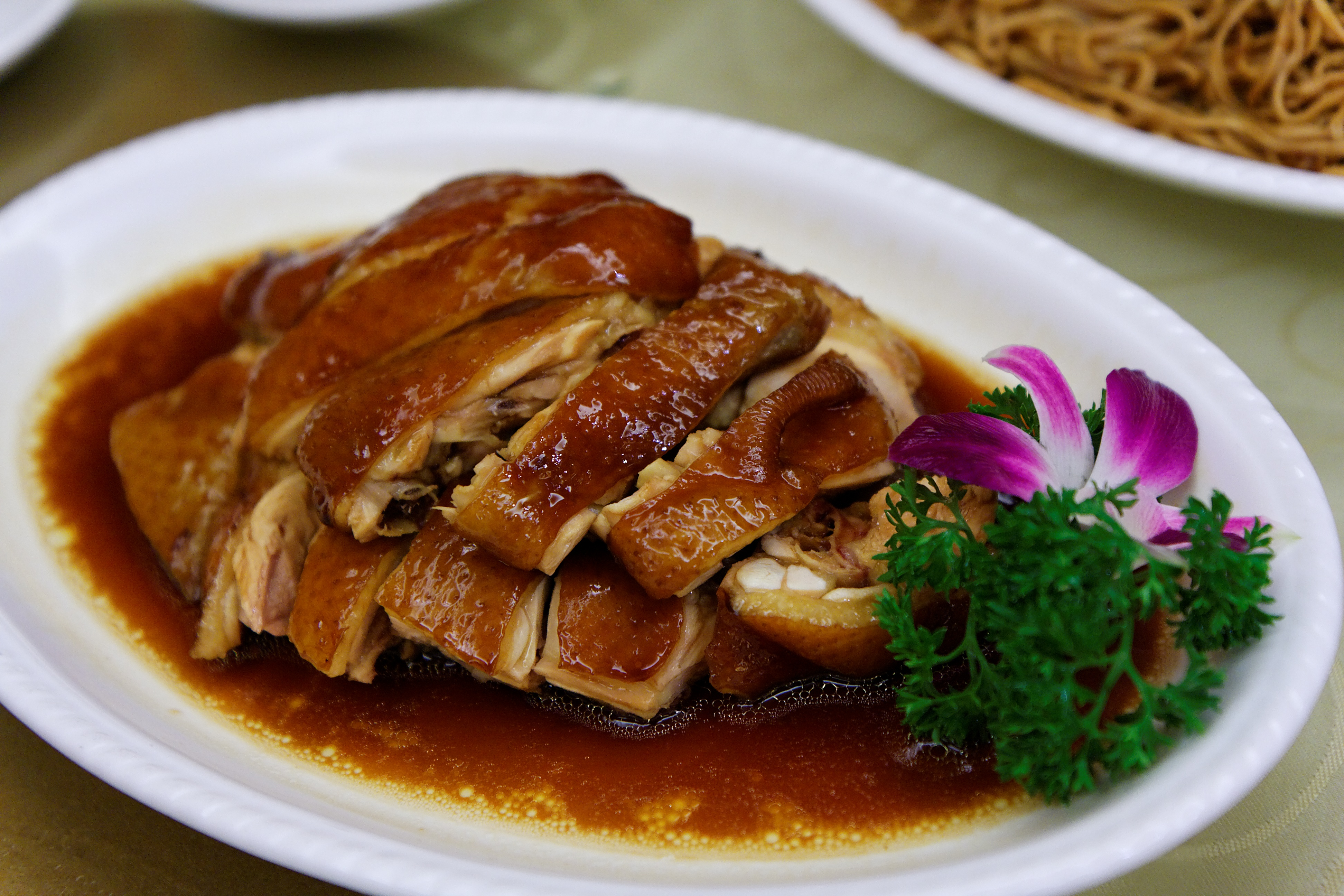
Gà sốt xì dầu
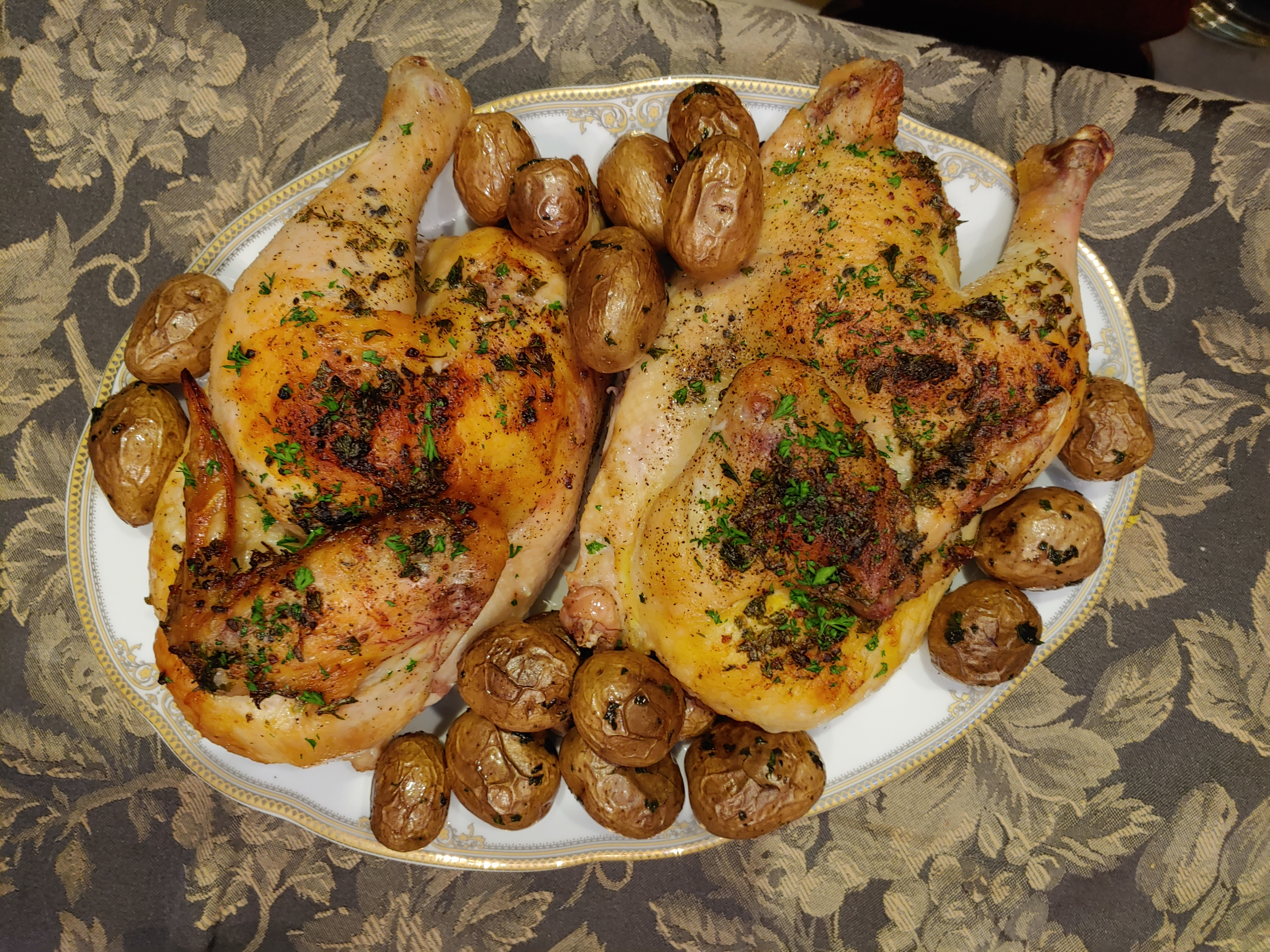
Gà quay với tỏi, thảo mộc và chanh
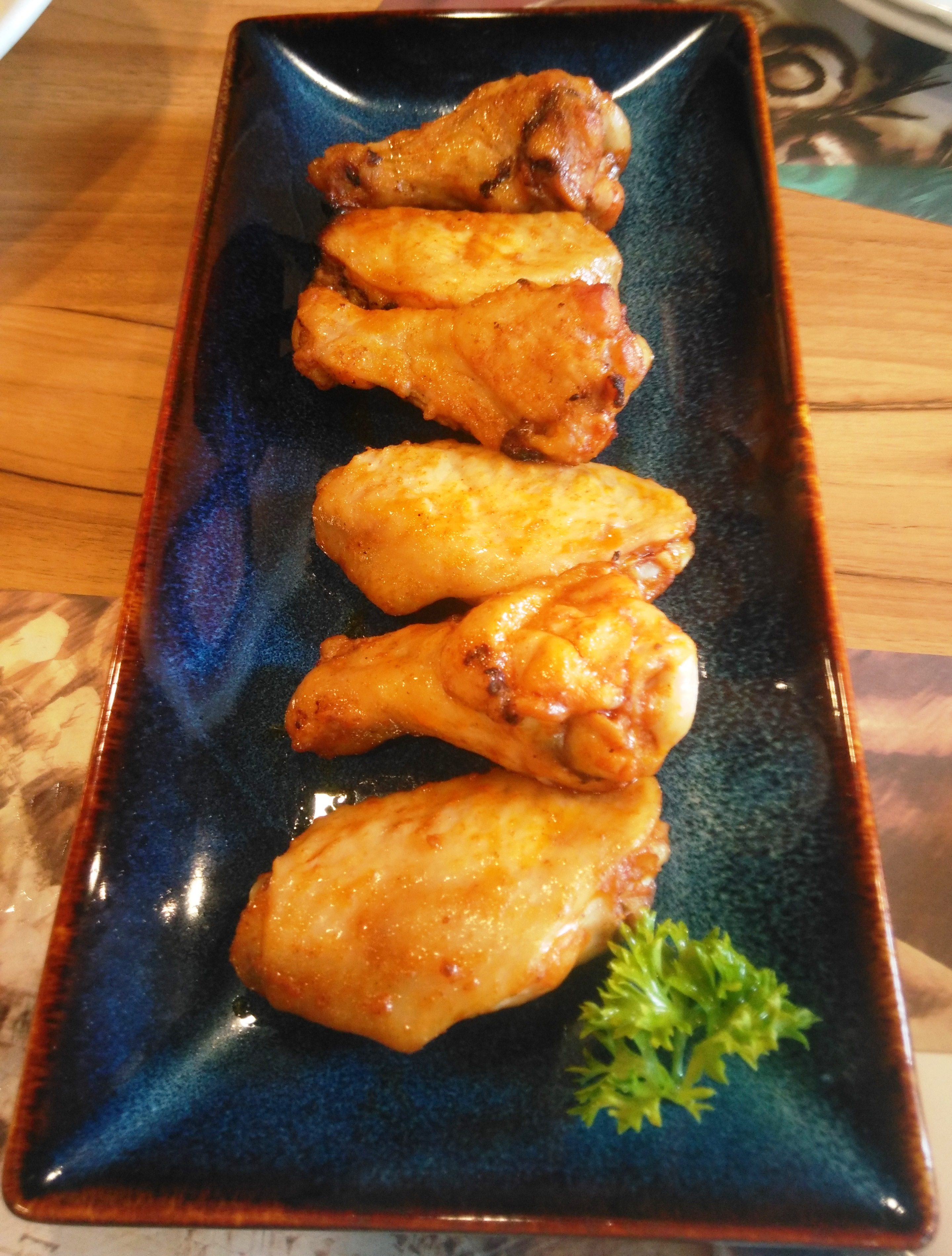
Cánh và đùi gà nướng BBQ
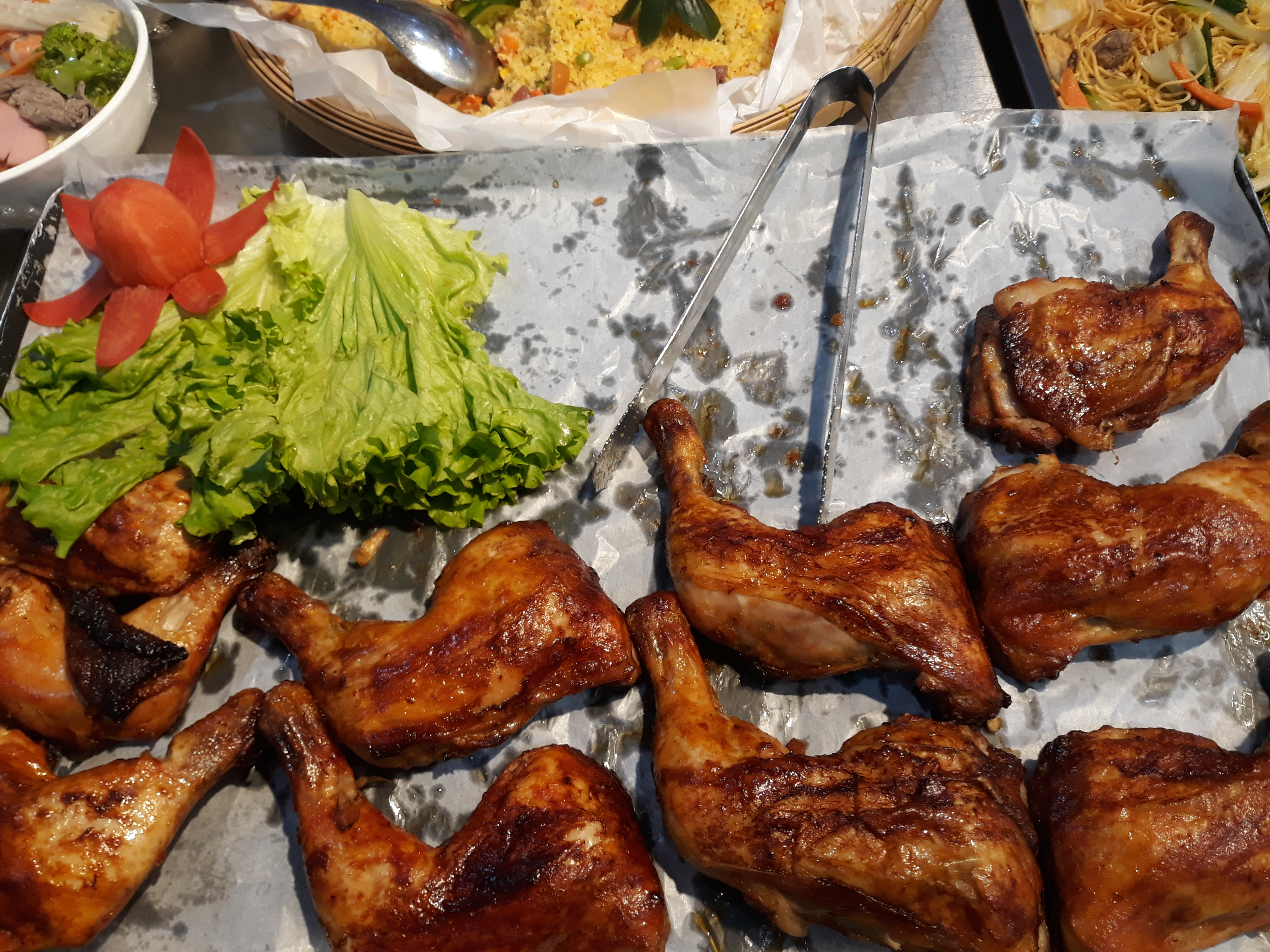
Đùi gà quay
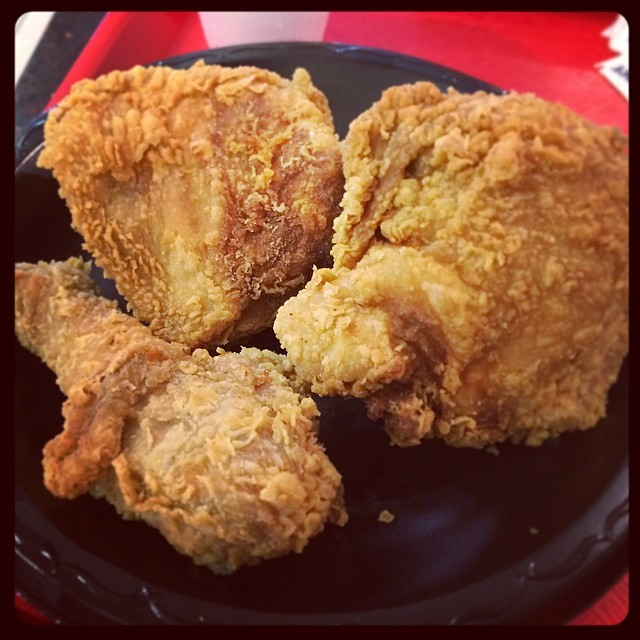
Gà rán

## Đông lạnh
Thịt gà sống giữ được chất lượng lâu hơn trong tủ đông, vì hơi ẩm thất thoát đi trong quá trình nấu nướng. Trong quá trình bảo quản trong tủ đông, thịt gà có rất ít thay đổi về giá trị dinh dưỡng. Tuy nhiên, để có chất lượng tối ưu, thời gian bảo quản tối đa trong tủ đông được khuyến nghị là 12 tháng đối với gà nguyên con chưa nấu chín, 9 tháng đối với các bộ phận gà chưa nấu chín, 3 đến 4 tháng đối với thịt gà chưa nấu chín và 4 tháng đối với thịt gà đã nấu chín. Sự đông lạnh thường không gây ra những thay đổi màu sắc ở gia cầm, nhưng xương và thịt nằm gần chúng có thể trở nên sẫm màu. Sự sậm màu của xương là kết quả của việc sắc tố thấm qua xương xốp của gia cầm non vào các mô xung quanh khi thịt gia cầm được đông lạnh và rã đông.
Việc đông lạnh thịt gà trực tiếp trong bao bì ban đầu là an toàn, nhưng kiểu này dễ bị thấm khí và chất lượng có thể giảm dần theo thời gian. Do đó, để quá trình lưu trữ kéo dài, người tiêu dùng nên gấp các bao bì này lại. Ngoài ra cũng nên đông lạnh các bao bì chân không chưa mở. Nếu một bao bì vô tình bị rách hoặc đã mở ra khi thực phẩm ở trong tủ đông, thực phẩm vẫn an toàn để sử dụng, nhưng vẫn nên bọc hoặc gói chúng lại. Gà nên để xa các loại thực phẩm khác, vì vậy nếu chúng bắt đầu rã đông, nước của chúng sẽ không nhỏ trúng những thực phẩm khác. Nếu gà đông lạnh trước đó được mua ở cửa hàng bán lẻ, chúng có thể được đông lạnh lại nếu đã được xử lý đúng cách.
Gà có thể được nấu chín hoặc hâm nóng từ trạng thái đông lạnh, nhưng sẽ mất khoảng một giờ rưỡi để nấu chín và nên loại bỏ bao bì hoặc giấy thấm. Có ba phương pháp hâm nóng gà đông lạnh an toàn thường được áp dụng: trong tủ lạnh, trong nước lạnh hoặc sử dụng lò vi sóng. Các phương pháp này được FDA chứng nhận là an toàn, vì chúng giảm thiểu nguy cơ phát triển vi khuẩn; vi khuẩn có thể sống sót nhưng không phát triển trong nhiệt độ đóng băng. Tuy nhiên, nếu thực phẩm nấu chín đông lạnh không được rã đông đúng cách và không được hâm nóng đến nhiệt độ tiêu diệt vi khuẩn, thì khả năng mắc bệnh do tiêu thụ thực phẩm sẽ tăng lên rất nhiều.

## Thẩm định của người Việt
Thịt gà là thứ không thể thiếu trong các buổi lễ cúng giỗ.
Trong văn hóa dân gian lưu truyền các câu tục ngữ như sau:
Vịt già, gà tơ
Gà độc thịt, vịt độc trứng
Hoặc:
Nhất phao câu, nhì đầu cánh.
để diễn kinh nghiệm về ăn thịt gà.
Người Việt còn áp dụng thành ngữ Hán Việt: "kê bì ngư cốt"(雞皮魚骨) nghĩa là thịt gà thì ngon nhất là phần da. Còn cá phần sát xương mới ngon.